# Petea (okręg Satu Mare)
Petea (węg. Pete) – wieś w Rumunii, w okręgu Satu Mare, w gminie Dorolț. W 2011 roku liczyła 464 mieszkańców. 